# Lionhead Studios
Lionhead Studios foi uma produtora de Jogos Eletrônicos Inglesa situada na cidade de Guildford, no condado de Surrey. Pertencia à Xbox Game Studios, divisão da gigante Microsoft. Em 29 de abril de 2016 o estúdio foi fechado após 4 anos sem atividade.

## Jogos

### Lista de jogos
- Black & White (2001)
- Fable (2004)
- Fable: The Lost Chapters (2005)
- Black & White 2 (2005)
- The Movies (2005)
- Black & White 2: Battle of the Gods (2006)
- The Movies: Stunts & Effects (2006)
- Fable 2 (2008)
- Fable 3 (2010)
- Fable: The Journey (2012)

### Suspensos
- B.C.

### Cancelados
- Black & White: Titan (Xbox e PlayStation 2)
- Fable Legends (Xbox One e Windows 10)